# Danh sách câu lạc bộ bóng đá ở Quần đảo Cayman
Đây là danh sách các câu lạc bộ bóng đá ở Quần đảo Cayman.
- Academy SC
- Bodden Town FC
- Cayman Athletic SC
- East End United
- Elite SC
- FC International
- Future FC
- George Town SC
- Roma United SC
- Scholars International FC
- Tigers FC
- Western Union FC

Bản mẫu:Bóng đá Quần đảo Cayman